# William Blair Bruce

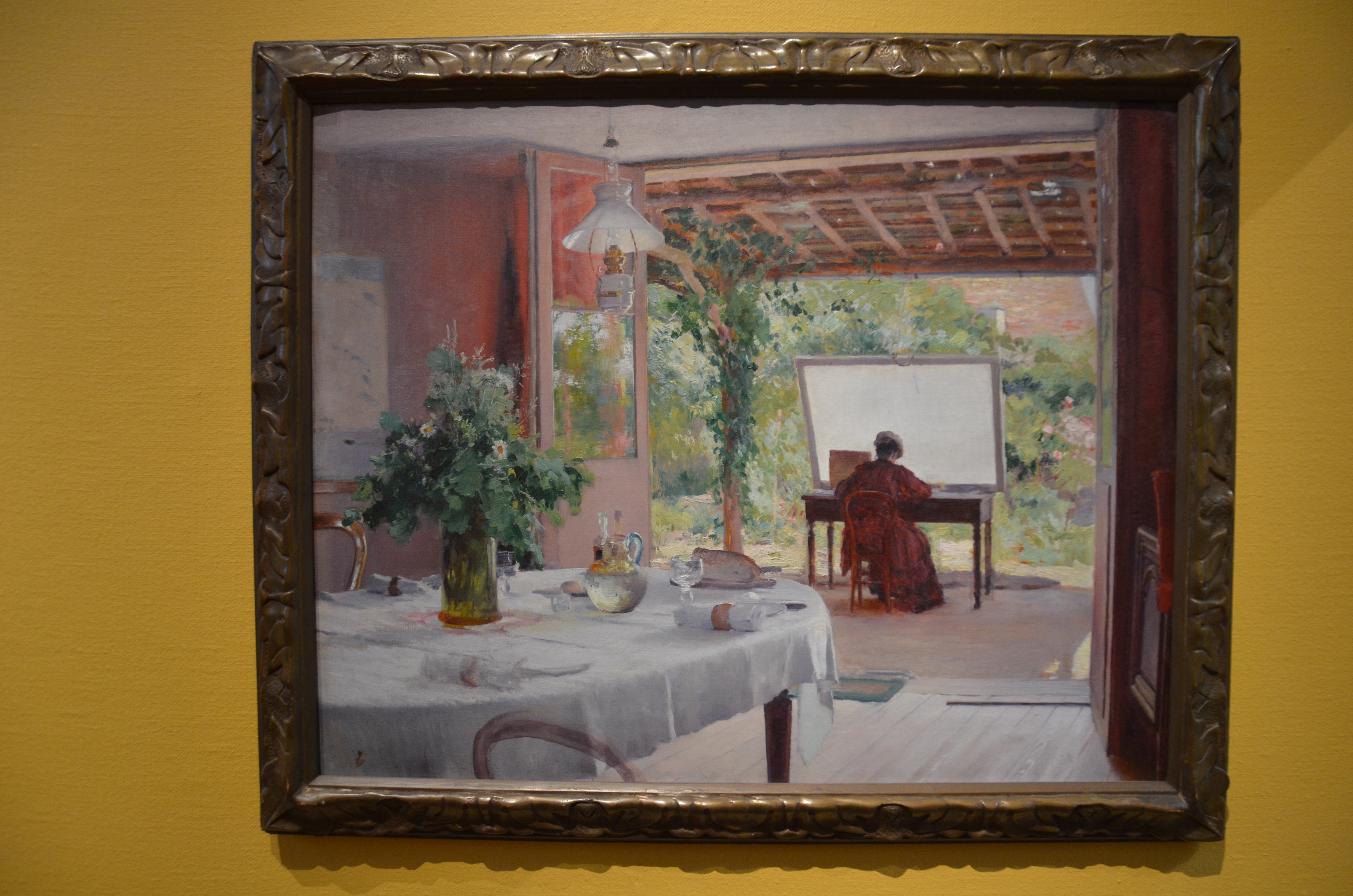
Friluftsateljé, 1880-talets senare hälft

William Blair Bruce, född 8 oktober 1859 i Hamilton, Kanada, död 17 november 1906 i Stockholm, var en kanadensisk målare.  

## Biografi
Familjen var både musikaliskt och konstnärligt lagd och såg tidigt Bruces talang. År 1881 bekostade de en studieresa till Paris, en resa som egentligen aldrig slutade för den unge konstnären som bara återvände till Kanada vid två korta tillfällen.  Då Bruce kom till Paris började han sin utbildning vid Académie Julian, där fick han en klassisk skolning med bland annat genremåleri som en del i utbildningen. Han reste också till konstnärskolonin Barbizon där han stiftade bekantskap med impressionismen och friluftsmåleri. Bruce kom att ställa ut på Salongen i Paris 1882 och fick där positiv kritik men redan året efter försämrades hans finanser och självförtroende.  Föräldrarna var inte helt positivt inställda till sonens nya stil men han satsade högt och började måla i kolossalformat. Han vann med sin ”Temps Passé” en medalj på Salongen 1884, dock var han fortfarande i ekonomisk knipa. En hel del av hans produktion skeppades därför över till Kanada för att säljas men skeppet förliste på vägen. Bruce fick ett nervsammanbrott och återvände hastigt till Kanada för första gången efter flytten. Han hade dock hunnit träffa Carolina Benedicks-Bruce som övertalade honom till att återvända till Frankrike. 
Han kom tillbaka som en djärvare konstnär. Bruce målade ”The Phantom Hunter” 1888, vilken blev en omedelbar succé och samma år gifte sig han och Carolina, på toppen av sin karriär. Carolina kom livet igenom att stötta och ge energi till Bruce. Hon blev också hans favoritmodell. På Gotland från år 1900 skapade paret sitt hem Brucebo. Här ägnade sig Bruce en del åt amatörarkeologi men umgicks även med ortsbefolkningen bland annat genom varpaspel. Hemmet blev en träffpunkt för olika konstnärer och andra dignitära gäster.
Bruce avled hastigt 1906, 47 år gammal. Efter hans död uppmärksammades han genom några minnesutställningar. Hustrun skänkte även en del av hans konst till konstmuseer i Kanada. Bruce kom att influera många yngre konstnärer i Kanada men är i dag tämligen okänd. Han finns representerad på Nationalmuseum i Stockholm. På Brucebo finns stora delar av hans konst. Hemmet är ett museum som förvaltas av Brucebostiftelsen.